# Потаватоми
Потаватоми су староседеоци области Великих језера у Северној Америци. Заједно са Отавама, Оџибвама, Алгонквинима, Ниписинзима и Мисисогама чине Анишинабе групу алгонквинских народа. Аутоним Потаватома је Нешнабе. Са Отавама и Оџибвама чине савез „Веће три ватре”, у коме имају статус „најмлађег брата”, у овом контексту за њих се користи назив Бодевадми, што значи „чувари ватре”. Њихов потаватомски језик припада централој групи алгонквинских језика.
У 19. веку су их Англоамериканци потиснули на запад, уклонили су их са њихове земље у области Великих језера и преселили у резервате у Оклахоми и суседним државама. Док је спровођена политика „Уклањања Индијанаца”, они су уступили већи део своје земље влади САД, и већина Потаватома је пресељена у Небраску, Канзас и Индијанску територију (данашњу Оклахому). Нека племена су преживела у региону Великих језера и данас су федерално признати као племена. У Канади је такође признато неколико „првих нација”.

## Име
Енглески назив „Потаватоми” потиче од оџибвејске речи „Бодевадами”. Аутоним Потаватома је „Бодевадми”, што значи „они који чувају ватру” (односи се на огњиште „Већа три ватре”). Реч потиче од потаватомске речи „бодевадм” („неговати огњиште“); оџибвејски облик речи је бодавадам, а отавски бодвадам.
Други аутоним који Потаватоми користе је „Нешнабе” (оџибвејска реч је „Анишинабе”), што значи „изворни људи”.

## Народна веровања
Потаватоми са колена на колено преносе „Седам дединих учења” о мудрости, поштовању, љубави, поштењу, понизности, храбрости и искрености једних према другима и према свему створеном. Свако од ових учења учи их једнакости и важности њихових саплеменика и поштовању према свему што је природа створила. Сама прича учи о важности стрпљења и слушања, јер прати воденог паука на његовом путу да донесе ватру како би остале животиње преживеле хладноћу. Док остале животиње иступају једна за другом како би објавиле да ће оне бити те које ће донети ватру, водени паук седи и чека док слуша друге животиње. Док завршавају своје говоре и боре се са својим страховима, он иступа напред и најављује да ће он бити тај који ће вратити ватру. Док се смеју и сумњају у њега, он плете чинију из сопствене мреже у којој плови преко воде како би вратио ватру. Он доноси врели угаљ од којег праве ватру, након чега животиње прослављају његову част и храброст.

## Историја
Потаватоми се први пут помињу почетком 17. века у француским записима, као становници данашњег југозападног Мичигена. Током „Дабрових ратова”, они су побегли у подручје око Грин Беја да би избегли нападе Ирокеза и Неутрала, који су желели да прошире своја ловишта. Број Потаватома је 1658. процењен на око 3.000.
Потаватоми су били важан део Текамсијеве Конфедерације и учествовали су у „Текамсијевом рату” (1810−1813), Рату из 1812. и „Пеоријском рату”. Током Рата из 1812. између Велике Британије и Америке, непрестано су мењали страну, како је премоћ прелазила са једне стране на другу.
У време Рата из 1812. године група Потаватома насељавала је подручје у близини Форт Дирборна, где се развио Чикаго. Предвођени поглавицама Блекб`рдом и Наскотомегом (Мед Ст`рџ`н, Луда Јесетра), око 500 потаватомских ратника напало је колону Американаца који су се евакуисали из Форт Дирборна; убили су већину цивила и 54 војника капетана Нејтана Хилда и ранили велики број цивила и војника. Џорџ Ронан, први дипломац Вест Поинта који је погинуо у борби, погинуо је у овој заседи. Овај сукоб је познат под именом „масакр у тврђави Дирборн”. Поглавица Потаватома Мактипок (Макдебки, Црни фазан) саветовао је своје ратнике да не изврше напад. Касније је спасио неке цивилне заробљенике које су Потаватоми ослободили у замену за откуп.

### Француско доба (1615–1763)
Француско доба је почело доласком првих истраживача на земљу Потаватомија у западном Мичигену. Потаватоми су у ово доба такође насељавали полуострво Дор у Висконсину. При крају француског доба, Потаватоми су почели сеобу у подручје Детроита, при чему је неколико већих насеља наставило да постоји у Висконсину.
Насеља из овог доба:
- Мадучи
- Милујилини
- Онангис код Грин Беја
- Очик код Детроита

### Британско доба (1763–1783)
Британско доба почело је када је Француска уступила Британији своју земљу након пораза у Француском и индијанском рату (или Седмогодишњем рату). „Понтијакова побуна” (1763–1766) била је покушај Индијанаца да истисну Британце и друге европске досељенике са њихове територије. Потаватоми су успели да заузму све британске пограничне гарнизоне осим гарнизона у Детроиту.
Потаватоми су наставили да се шире према западу из правца Детроита, а најбројнији су били у селима око реке Сент Џозеф у близини народа Мајами у југозападном Мичигену. Насеља у Висконсину наставила су да постоје, а Потаватоми су се из њих ширили према југу дуж обале језера Мичиген.
Насеља из овог доба:
- Нанакиба у Детроиту
- Нинивој у Детроиту
- Пешибон на реци Сент Џозеф
- Ваши на реци Сент Џозеф

### Доба споразума са САД (1783–1830)
Доба споразума са САД у историји Потаватома почело је Париским миром (1783), којим је окончан Амерички рат за независност и успостављена контрола Америке над доњим Великим језерима. Ово доба је трајало све док нису потписани уговори о уклањању Индијанаца. САД су признале Потаватоме као јединствен народ. Потаватоми су често имали већи број племенских поглавица које су сва села прихватала. Потаватомско друштво је било децентрализовано, са неколико главних регионалних подгрупа: 1) подручје Милвокија или Висконсина, 2) Детроита или реке Хурон, 3) реке Сент Џозеф, 4) реке Канкаки, 5) река Типикану и Вобаш, 6) реке Илиноис и језера Пеорија, и 7) река Дес Плејнс и Фокс Ривер.

### Доба протеривања у САД (1830–1840)
Доба протеривања у САД почело је споразумима из касних 1820-их, када су Сједињене Државе створиле резервате. Били Колдвел и Александер Робинсон преговарали су у име Уједињених нација Чипева (Оџибва), Отава и Потоватома када је склопљен Други споразум из Прери ду Шин (1829), којим су уступили већину своје земље у Висконсину и Мичигену. Неки Потаватоми су постали религиозни следбеници „Кикапујског пророка”, Кенекука. Током година, САД су смањиле величину резервата под притиском америчких досељеника.
Последњи корак представљао је Чикашки споразум из 1833, потписници у име Потаватома били су Колдвел и Робинсон. У замену за уступање земље, влада САД је обећала нову земљу, као и плаћање ренте и залихе потребне за изградњу нових домова. Потаватоми из Илиноиса су пресељени у Небраску, а Потаватоми из Индијане у Канзас, западно од реке Мисисипи. Плаћање ренти и достављање залиха је често каснило или било умањено, а Потаватоми су након пресељења били у лошем положају. Потаватоми из Канзаса су касније пресељени на Индијанску територију, данашњу Оклахому. Пресељење Потаватомија из Индијане документовао је католички свештеник Бењамин Пети, који је путовао са њима на „Потаватомској стази смрти”. Пети је умро при повратку у Индијану. Његов дневник је 1941. објавило Историјско друштво Индијане.
Многи Потаватоми су успели да остану у области Великих језера, пре свега они у Мичигену. Други су побегли код својих суседа Отава или у Канаду како би избегли премештање на запад.

## Племена
Данас постоји неколико потаватомских племена у Америци и Канади:

### САД
Списак савезно признатих племена у Америци:
- Ханавил индијанско насеље у Мичигену
- Меч-и-бе-неш-ши-виш племе Потаватомија или Ган лејк племе (укљ. Потаватоме, Оџибве и Отаве), са седиштем у Дору у округу Алеган у Мичигену
- Натавасепи Хурон племе Потаватома, са седиштем у округу Калхун у Мичигену
- Покеген племе Потаватоми Индијанаца у Мичигену и Индијани
- Форест Каунти потаватомско насеље у Висконсину
- Преријско племе потаватомске нације у Канзасу
- Ситиз`н Потаватоми нација у Оклахоми

### Канада
- Мус Дир Појнт прва нација у Онтарију
- Колдвел прва нација (укљ. Потаватоме, Оџибве и Отаве) у Онтарију (Појнт Пили и острво Пили)
- Волпол Ајланд прва нација (укљ. Потаватоме, Оџибве и Отаве) у Онтарију (на острву између САД и Канаде)
- Восаксинг прва нација (укљ. Потаватоме, Оџибве и Отаве) у Онтарију (острво Пери)

## Становништво
| Година   | Укупно | Америка | Канада |
| -------- | ------ | ------- | ------ |
| 1667     | 4.000  |         |        |
| 1765     | 1.500  |         |        |
| 1766     | 1.750  |         |        |
| 1778     | 2.250  |         |        |
| 1783     | 2.000  |         |        |
| 1795     | 1.200  |         |        |
| 1812     | 2.500  |         |        |
| 1820     | 3.400  |         |        |
| 1843     |        | 1.800   |        |
| 1854     | 4.440  | 4.040   | 400    |
| 1889     | 1.582  | 1.416   | 166    |
| 1908     | 2.742  | 2.522   | 220    |
| 1910     | 2,620  | 2,440   | 180    |
| 1997     | 25.000 |         |        |
| 1998     | 28.000 |         |        |
| око 2006 | 21.000 | 17.000  | 4.000  |
| 2010     | 23.400 | 21.000  | 2.400  |
| 2014     |        |         | 4.500  |
| 2018     |        |         | 6.700  |

## Кланови
Ла Шовињери (1736) и Морган (1877) помињу следеће потаватомске тотеме (кланове):
| - Бене (Ћурка) - Гагаши (Врана) - Гнев (Златни орао) - Јејакве (Громовник, н.п.р. Ждрал) - Маг (Глупан) - Мекчи (Жаба) | - Мек (Дабар) - Мевиа (Вук) - Мгезева (Белоглави орао) - Мкедеш-гекеква (Црни јастреб) - Мко (Медвед) - Мшеве (Лос) | - Мшике (Корњача) - Нме (Јесетра) - Нмебена (Шаран) - Шагеши (Краба) - Вабозо (Зец) - Вакеши (Лисица) |

## Етноботаника
Потаватомски национални цвет је Epigaea repens, за њега верују да потиче директно од њиховог божанства. Allium tricoccum се користи у традиционалној исхрани Потаватома. Они мешају течност добијену од корена Uvularia grandiflora потопљеног у воду са свињском машћу и користе је као мелем за масажу болних мишића и тетива. Користе Symphyotrichum novae-angliae за кађење. Vaccinium myrtilloides је део њихове традиционалне кухиње и једе се свеж, осушен и конзервисан. Користе и корен биљке за неозначену болест. Потаватоми користе иглице Abies balsamea за израду јастука, верујући да њихов мирис спречава прехладу. Такође користе гуму Abies balsamea као мелем за чиреве и узимају воду у којој је потопљена кора Abies balsamea против туберкулозе и других унутрашњих тегоба.

## Земља
Потаватоми су прво живели у доњем Мичигену, а затим су се преселили у северни Висконсин, да би се на крају населили у северној Индијани и средњем Илиноису. Почетком 19. века, америчка влада је одузела велики део Потаватомске земље. Након Чикашког споразума (1833), којим је народ уступио своју земљу у Илиноису, већи део народа је пресељен на Индијанску територију западно од реке Мисисипи. Многи су страдали на путу у нову земљу на западу, на путовању кроз Ајову, Канзас и Индијанску територију (данашња Оклахома), путем који је данас познат као „Потаватомска стаза смрти”.
| Година или век | Место                                                   |
| -------------- | ------------------------------------------------------- |
| 1615           | Источно од Мичилмакинака (у Мичигену)                   |
|                | Острва око полуострва Дор (у Висконсину)                |
| 1640           | са народом Винебаго западно од Грин Беја (у Висконсину) |
| 1641           | Султ Сент Мари (у Мичигену)                             |
| 1670           | Ушће Грин Беја (Висконсин/Мичиген)                      |
| 17. век        | река Милвоки (у Висконсину)                             |
| 1780-е         | на реци Сент Џозеф (Мичиген/Индијана)                   |

## Језик
Потаватомски језик је централни алгонквински језик којим се говори око Великих језера у Мичигену и Висконсину. Такође га говори Потаватоми у Канзасу, Оклахоми и јужном Онтарију. Мање од 1.300 људи говори овим језиком као матерњим, а већина њих је старије доби. Потаватоми раде на оживљавању језика.
Потаватомски језик је најсличнији отавском језику; такође постоји велики број позајмљеница из саучког језика. Попут отавског језика (или отавског дијалекта анишинабског језика), потаватомски језик показује велику количину самогласничке синкопе.
Имена многих места на Средњем западу су изведена из потаватомског језика, укључујући Вокиган, Маскигон, Окономовок, округ Потавотами, Каламазу и Скоки.